# 达维德·梁赞诺夫
达维德·鲍里索维奇·梁赞诺夫（羅馬化：David Borisovich Ryazanov；1870年3月10日—1938年1月21日），俄罗斯革命家、马克思主义理论家、档案保管员、马列主义研究院建立者。他也主导了对马克思和恩格斯著作的首次大规模编辑与出版工作。1931年，梁赞诺夫受到叶梅利扬·雅罗斯拉夫斯基的攻击，并在大清洗当中遇难。